# Carboneros
Carboneros er en by og kommune i det sydlige Spanien i provinsen Jaén. Den har et indbyggertal på 597 (2024) indbyggere.